# Phoebe Snow
Phoebe Snow, właśc. Phoebe Ann Laub (ur. 17 lipca 1950 w Nowym Jorku, zm. 26 kwietnia 2011 w Edison) – amerykańska piosenkarka i gitarzystka folkowa, śpiewająca charakterystycznym kontraltem, z czterooktawowym głosem.

## Dyskografia
- 1974: Phoebe Snow
- 1976: Second Childhood
- 1976: It Looks Like Snow
- 1977: Never Letting Go
- 1978: Against the Grain
- 1981: The Best of Phoebe Snow
- 1981: Rock Away
- 1989: Something Real
- 1991: The New York Rock and Soul Revue: Live at the Beacon
- 1994: Phoebe Snow (Gold Disc)
- 1995: P.S.
- 1995: Good News In Hard Times
- 1998: I Can't Complain
- 2002: Very Best of Phoebe Snow
- 2003: Natural Wonder
- 2008: Live